# Valentine (restaurant)
Pour les articles homonymes, voir Valentine.
Valentine, ou Les restaurants Valentine, est une chaîne des casse-croûtes au Québec spécialisée notamment dans la vente de hot-dogs.

## Historique
C’est en 1979 que le tout premier restaurant Valentine voit le jour à Saint-Hyacinthe au Québec. Quelques années plus tard, le fondateur Jean-Pierre Robin ouvre un deuxième restaurant dans la même ville afin de répondre à la demande sans cesse grandissante pour ses hot-dogs. Peu de temps après, son frère Daniel le rejoint dans l'entreprise.
C’est au cours des années suivantes que Valentine prend son essor quand les propriétaires optent pour le franchisage comme mode de croissance. De fil en aiguille, le concept Valentine gagne en popularité auprès de la population et de nouveaux restaurants franchisés s’implantent dans plusieurs villes à travers le Québec. Début 2009, la chaîne compte 98 points de vente dont quatre à Montréal et dix à Québec.

## Image de marque
L'image des restaurants Valentine a évolué au cours des années. Au milieu des années 1990, les restaurants affichent de nouvelles couleurs ainsi qu’une nouvelle décoration intérieure.
En 2004-2005, l'animateur de télévision Paul Buisson participe à des publicités de la chaîne de restauration rapide.

## Administration
Le siège social du « Groupe Valentine » est situé à Saint-Hyacinthe. Il se compose de 30 personnes.